# Gideon Mantell
Gideon Algernon Mantell (Lewes, Inglaterra; 3 de febrero de 1790-Londres, Inglaterra; 10 de noviembre de 1852) fue un obstetra, naturalista, geólogo y paleontólogo inglés. Su fama proviene de haber descubierto el primer fósil de un dinosaurio reconocido como tal: se trató de dientes de Iguanodon.

## Biografía

### Primeros años y carrera médica
Mantell nació en Lewes, Sussex —sureste de Inglaterra—, hijo de un zapatero. Fue aprendiz de un cirujano en Lewes, en 1805, y recibió su diploma como miembro de la Royal College of Surgeons, en 1811. En 1816 se casó con Mary Ann Woodhouse, compró su propia consulta médica, y aceptó un cargo en el Royal Artillery Hospital en Ringmer, Lewes.
Mantell fue un médico, obstetra, y cirujano muy trabajador y dedicado, que regularmente recibía docenas de pacientes por día —en cierta ocasión atendió a sesenta en un día, durante una epidemia de tifus—. A pesar de estar principalmente ocupado con su consulta en Lewes, pasó el poco tiempo libre que tenía con su pasión, la geología, en la que generalmente trabajaba a primeras horas de la mañana. Publicó su primer artículo sobre la geología de los alrededores de Lewes en 1813.

### Investigación geológica

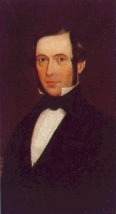
Mantell de joven

Inspirado por el sensacional descubrimiento de Mary Anning de un animal fosilizado similar a un gran cocodrilo —posteriormente identificado como un ictiosaurio—, Mantell se volvió apasionadamente interesado en el estudio de los animales y plantas fosilizadas encontrados en su área. Los fósiles que había recogido de la región, conocida como «The Weald in Sussex», eran de las planicies de pizarra que cubrían el condado. La pizarra es parte del período Cretácico tardío y los fósiles que contiene son de origen marino.
En 1819, Mantell había empezado a adquirir fósiles de una cantera, en Whiteman's Green, cerca de Cuckfield. Estos fósiles tenían los restos de ecosistemas de aguas dulces y de tierra firme, en una época donde todos los restos fósiles conocidos de la Inglaterra Cretácica, hasta ese momento, eran de origen marino.
En 1820, empezó a encontrar grandes huesos en Cuckfield, más grandes que los descubiertos por William Buckland, en Stonesfield, Oxfordshire. Luego, en 1822, poco antes de terminar su primer libro The Fossils of South Downs, encontró una dentadura de gran tamaño que no pudo identificar —aunque algunos historiadores sostienen que fueron descubiertos por su esposa, en los paseos matinales que daban para descubrir fósiles; tenía un ojo entrenado debido a que ella misma había hecho los grabados del libro que Mantell publicó—, el libro fue muy aceptado por la sociedad cortesana inglesa.

En 1821 Mantell publicó su próximo libro acerca de la geología de Sussex. Fue un éxito inmediato, con doscientos suscriptores, incluido el rey Jorge IV, que por medio de una carta pidió cuatro ejemplares de este.

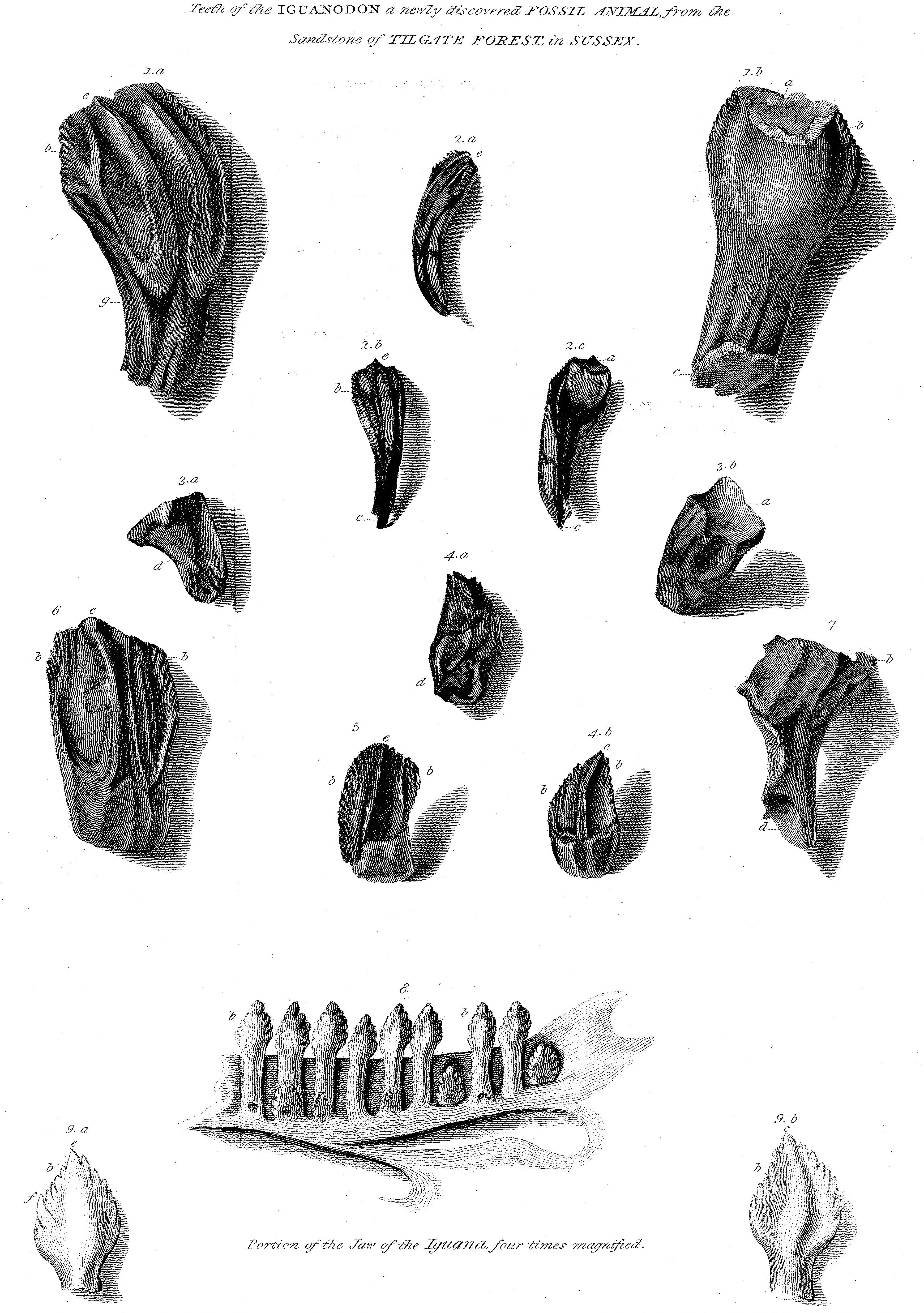
Ilustración de dientes de Iguanodón comparada con la mandíbula de una Iguana actual, del artículo de 1825 acerca del nuevo descubrimiento

El modo en que el rey se enteró de Mantell es desconocido, pero la respuesta del último sí. Galardonado e incentivado, Mantell le mostró la dentadura que encontró a otros científicos, pero ellos sostuvieron que estos podían ser de un mamífero o de pez, de una capa exterior de fósiles —por lo tanto, de menor antigüedad—. Georges Cuvier, el eminente anatomista, la identificó como una dentadura de rinoceronte.
Pronto, en un anuncio hecho por Charles Lyell, Cuvier aclaró que había dicho eso después de estar en una fiesta hasta tarde, y aparentemente tenía dudas de lo que había dicho, luego de despertar en la mañana, diciendo que estaba bastante seguro que era algo más o menos diferente a lo que siempre había visto. Por una extraña razón, pocos se enteraron de aquello en Gran Bretaña, donde la gente se burlaba de Mantell debido a su error.
Posteriormente a este hecho, Mantell decidió enviar a Cuvier los demás huesos que había descubierto en la cantera. Cuando Cuvier los examinó al detalle, le escribió otra carta a Mantell donde aseguraba que los huesos, ahora examinados en conjunto, no eran de ninguna especie conocida. Con ayuda de su método de anatomía comparada, determinó que el animal más cercano a este debía ser un reptil de proporciones descomunales, pero no sabía con exactitud cuál.
Mantell seguía convencido de que esa dentadura venía de alguna especie de la era Mesozoica —era propuesta, precisamente, por George Cuvier—; pero para asegurar las nuevas confirmaciones de Cuvier, fue a casa de un anatomista, quien le dijo que los huesos eran muy semejantes a una especie de reptil de las Indias Occidentales y finalmente reconoció que eran muy parecidos a aquellos de la iguana comestible de Barbados, pero eran 20 veces más grandes. Utilizando la magnitud de los dientes y trazando el animal a escala se llegó a determinar que el animal que llevase esa dentadura debía haber sido al menos de 18 metros (60 pies) de largo. Los dibujos del que bautizó como iguanodon —diente de iguana— mostraban a un animal herbívoro gigantesco y cuadrúpedo con un cuerno en la nariz peleando con otras denominadas criaturas antediluvianas, que posteriormente se conocerían como dinosaurios.
Investigaciones posteriores determinarían que el iguanodon mediría en realidad 9 metros y que el hueso que él había supuesto un cuerno, era el famoso espolón del dinosaurio. La gran maqueta antigua que se encuentra a las afueras del Museo de Historia Natural de Londres muestran el tamaño y forma que Mantell le dio a su descubrimiento, que solo tenía esos dos errores: su tamaño y el espolón.

### Reconocimiento
Mantell hizo un intento en vano de convencer a sus colegas que los fósiles eran de la era Mesozoica, además estudiando las capas rocosas. Luego, cuando se probó que Mantell estaba en lo correcto, la única interrogante que quedaba era cómo llamar al nuevo reptil. 
El nombre original de Mantell fue Iguanosaurio, pero luego recibió una carta de William Daniel Conybeare, diciendo que el nombre propuesto por Mantell podría ser también usado en la iguana moderna, por lo que propuso el nombre iguanodón, y así fue como se llamó.
Años después, Mantell había encontrado suficientes evidencias que mostraban que las extremidades delanteras del Iguanodon eran mucho más cortas que sus patas traseras, no pudiendo ser un mamífero el descubierto sino un reptil bípedo. También nombró una nueva especie de dinosaurio, llamada Hylaeosaurus, y como resultado, se volvió una autoridad en reptiles prehistóricos.

### Años posteriores

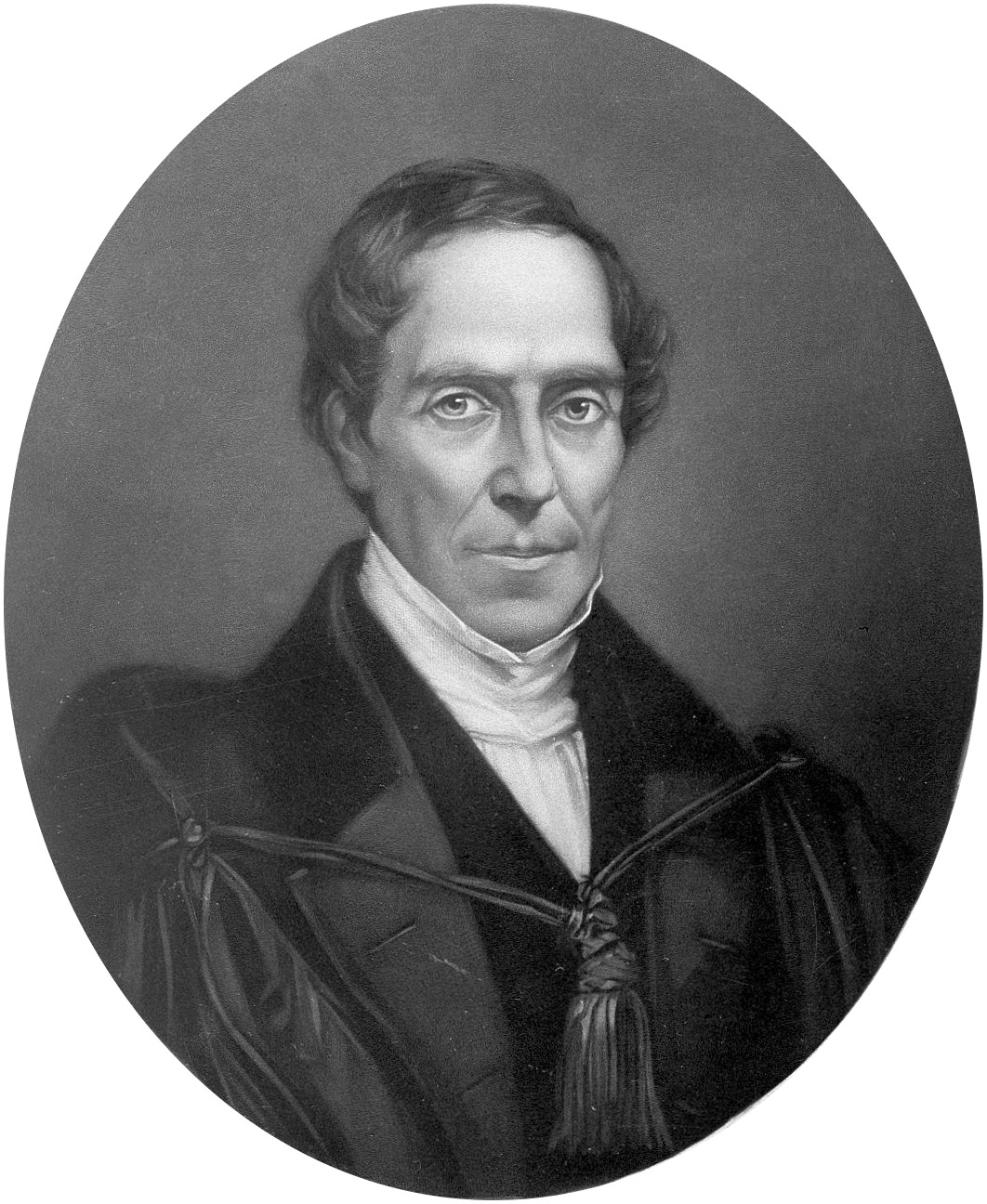
Gideon Mantell 1790 - 1852

En 1833, Mantell se fue a vivir a Brighton, pero tuvo problemas con el desempeño de una de sus profesiones, la medicina. De no ser por el concejo de la ciudad, que transformó su casa en museo, hubieraq quedado prácticamente en la indigencia. En última instancia, el museo fracasó, como resultado del hábito de Mantell de no cobrar las entradas. Finalmente, arruinado, Mantell le ofreció la colección al Museo Británico, en 1838, por 5000 libras, aceptando la oferta del museo de 4000 libras. Se fue a vivir a Clapham Common en el sur de Londres, donde continuó trabajando como doctor.
Mary Mantell se separó de su esposo en 1839. Ese mismo año, Walter, el hijo de los Mantell, emigró a Nueva Zelanda —y luego le envió a su padre algunos fósiles importantes desde allá—. Su hija Hanna murió en 1840. 
Mantell sufrió un grave accidente de carruaje en 1841, lo que le dejó un daño debilitante en la espina dorsal. A pesar del dolor que tenía que pasar, siguió trabajando en reptiles fósiles, libros científicos y artículos hasta su muerte. En 1844 se fue a vivir a Pimlico —pequeña área al centro de Londres— y empezó a tomar opio, como analgésico, en 1845.

### Muerte y legado
En 1852, Mantell tomó una sobredosis de opio, lo que le provocó un estado de coma, y murió esa misma tarde. Su autopsia demostró que sufría de escoliosis debido al grave accidente sufrido.
El consultorio de Mantell, al sur de Clapham Common, es ahora un consultorio dental.
En el año 2000, en conmemoración  de los descubrimientos de Mantell y su contribución a la paleontología, un monumento en su honor fue inaugurado en Whiteman's Green, Cuckfield. Se ha confirmado que el monumento está en el lugar donde se descubrieron los fósiles de Iguanodon, en 1822. Fue enterrado en un sarcófago en el Cementerio de West Norwood.

## Abreviatura (zoología)
La abreviatura Mantell  se emplea para indicar a Gideon Mantell como autoridad en la descripción y taxonomía en zoología.

- La abreviatura «Mantell» se emplea para indicar a Gideon Mantell como autoridad en la descripción y clasificación científica de los vegetales.[3]